# فرانك تابانو
فرانك تابانو (بالفرنسية: Franck Tabanou)‏ (مواليد 30 يناير 1989 في ثيايس - فرنسا) لاعب كرة قدم فرنسي يلعب حاليا لصالح نادي الدرجة الأولى تولوز الفرنسي منذ 2006 في مركز الوسط المحوري . .

## روابط خارجية
- فرانك تابانو على موقع الاتحاد الأوربي (الإنجليزية)
- فرانك تابانو على موقع رابطة كرة القدم الفرنسية للمحترفين (الإنجليزية)
- فرانك تابانو على موقع إي إس بي إن إف سي (الإنجليزية)
- فرانك تابانو على موقع قاعدة بيانات كرة القدم.إي يو (الإنجليزية)
- فرانك تابانو على موقع ليكيب (الفرنسية)
- فرانك تابانو على موقع Soccerbase.com (لاعب) (الإنجليزية)
- فرانك تابانو على موقع Soccerway.com (الإنجليزية)
- فرانك تابانو على موقع عالم كرة القدم.نت (الإنجليزية)
- فرانك تابانو على موقع كووورة
- فرانك تابانو على موقع AS.com (الإسبانية)